# فريد أر.زيمرمان
فريد أر.زيمرمان (بالإنجليزية Fred R. Zimmerman) وهو سياسي أمريكي ينتمي إلى الحزب الجمهوري ولد فريد أر.زيمرمان في 20 نوفمبر - تشرين الثاني من سنة 1880 في ولاية ويسكنسن. زيمرمان كان قد شغل منصب وزير للدولة في ولاية ويسكنسن (بمثابة وزير خارجية الولاية)مرتين ألمرة الأولى كانت من عام 1923 إلى عام 1927 والمرة الثانية كانت من عام 1939 إلى وفاته. شغل فريد أر.زيمرمان منصب حاكم على ولاية ويسكنسن ما بين عامي 1927 إلى عام 1929 توفي فريد أر.زيمرمان في 14 كانون الأول - ديسمبر من سنة 1954 في ولاية ويسكنسن.